# Vinos de Madrid D.O.
 (mars 2015).

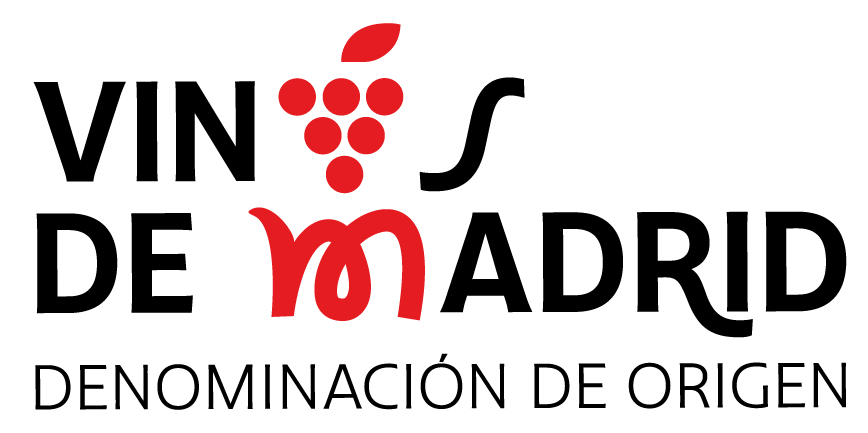
Logo Denominación de Origen Vinos de Madrid

Dans le domaine de la viticulture, l'appellation vinos de Madrid D.O. date de 1983 et entoure la ville de Madrid.
La surface totale représente environ 12 000 hectares à une altitude comprise entre 600 m et 1 000 m, baigné d’un climat continental avec des étés chauds. 

## Histoire
Il est confirmé que l'existence des premiers domaines viticoles dans les frontières actuelles de Madrid remonte au XIIIe siècle, mais l'existence de vigne et du vin dans la région remonte à bien plus longtemps. La culture de la vigne fut introduite par les Romains. Dans la transition du XIIIe siècle et XIVe siècle, l'existence de la vigne était considérée comme une activité agricole spécialisée dans la région. Une impulsion économique a fait du vin un objet commercial important, avec des céréales et d'autres produits de base.
Au XIIIe siècle apparaît la première preuve documentée de la vigne à Madrid, un arbitrage résolu par le roi, concernant la possession d'un vignoble entre certains moines et un seigneur féodal.
Les vins de Madrid ont gagné son prestige à travers citations littéraires[style à revoir] au XVe siècle, comme ceux d’Archiprêtre de Hita. En 1481, la mairie de Madrid impose certaines conditions de vente. Il est établi que « ceux qui viennent de Burgos pour obtenir du vin, devrait venir chargé avec des poissons ».
Néanmoins, dans la seconde moitié du XVe siècle, les autorités municipales ont dû annoncer des mesures de protection, non seulement en raison de l'abondance de production, mais aussi en raison de la vente illégale de vins d'autres origines.
Madrid, au XXe siècle, a déjà plus de 60 000 hectares de vignes, mais en 1914 la première trace de phylloxéra a été détectée à San Martín de Valdeglesias. La reprise est lente due à l'utilisation des cépages étrangers comme le grenache.
La fin des années 70 a été frappée par la crise financière. La consommation de vin a chuté, affectant en particulier la production vendue en vrac, qui avait été l'un des principaux moyens de distribution. La rénovation de l'industrie de la vinification et de coûteuses inversions ont été nécessaires afin de rajeunir les vignobles, les cépages et mettre à jour des critères de production.
Les années 1980 ont été marquées par un changement spectaculaire dans la production du vin, et les vins de Madrid n’ont pas fait exception. En 1984, est née le vin nouveau de Madrid avec la reconnaissance D.O. Madrid. 
Le Conseil régulatrice de D.O. Madrid devait faire face à une tâche compliquée dans une industrie paralysée, avec très peu de ressources. À peine deux ou trois vignerons vendaient leur production en bouteille. Cependant, une impulsion pour la mise en bouteille est arrivée, avec des améliorations importantes de la qualité des vins. Certaines marques de vin ont monté sa réputation, considérées comme certains des meilleurs vins espagnols.
Enfin, en novembre 1990, l’appellation d'origine D.O. Madrid a été officiellement reconnue. L'année suivante, les bouteilles qui portaient la mention D.O. Madrid ont été lancées sur le marché en 1992.
Après trois décennies de constants changements, le vin de Madrid est devenu très compétitif dans tout le pays.

## Appellation Madrid D.O.

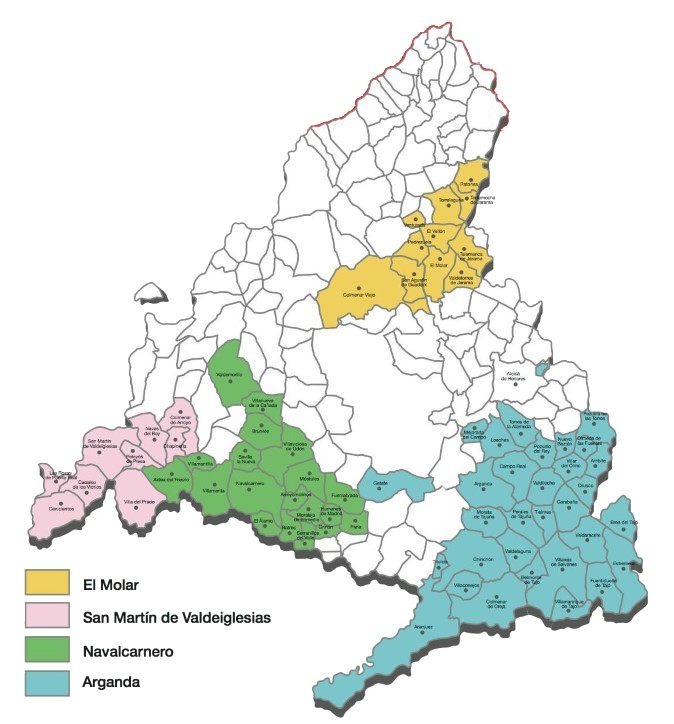
Vinos de Madrid DOP, quatre zones.

Quatre zones regroupent l’appellation :
- L’aire d’Arganda d’une surface de 6 000 hectares est la plus grande avec des sols marneux et calcaires. Les cépages majoritaires sont pour les rouges le Tempranillo et le Tinto Fino; pour les blancs l’Airen et le Malvar.
- L’aire de El Molar
- L’aire de Navalcarnero d’une surface d’environ 2 000 hectares produit des grenaches et du Malvar Blanc sur des sols moins riches.
- L’aire de San Martin de Valdeiglesias de 4 000 hectares semble la plus intéressante par son terroir composé de granite en décomposition où règne le Grenache pour les rouges et l’Albillo pour les blancs, avec un climat plus humide que le reste de l’appellation. Ce terroir apporte aux Grenaches de la finesse surtout sur les vieilles vignes, ainsi que des couleurs aux reflets étincelants rappelant le Pinot Noir.

### Encépagement
Le cépage privilégié est le grenache ensuite le tinto fino (tempranillo), syrah, merlot et cabernet sauvignon pour les rouges, pour les blancs malvar et l’albillo real.

### Économie
La communié D.O. Madrid, en collaboration avec les vignerons de la région, ont l’objectif de soutenir et promouvoir la production de vin et de renforcer le développement économique de Madrid ; ils ont présenté l'initiative des « Routes de vin de Madrid ».
La plupart de la vinification à Madrid se concentre sur les jeunes rouges, roses et blancs, certains d'entre eux, avec d'excellents caractères pour des vins de « crianza », en particulier ceux de la sous-zone d'Arganda. Il y a, cependant aussi des rouges d'élevage, et des vins mousseux, caractérisés pour avoir un profil fruité et agréable.
Les vins sont protégés par l'Appellation d'Origine des Vins de Madrid comprennent 8 390 hectares de vignes qui appartenant à 58 municipalités dans le sud de la Communauté. 
Cette D.O. intègre 44 domaines viticoles, 7 qui font partie du Comité de l'agriculture écologique de la Communauté de Madrid. Depuis 1990, il y a eu une augmentation significative : de 5 domaines viticoles avec 21 marques, qui ont passé à être 44 et près de 120 marques.
La campagne 2012-2013 a produit 41 462 hl de vin et en 2013 les chiffres ont dépassé la quantité de un million de bouteilles vendues à l'étranger, soit une augmentation de 49,34 % sur l'année précédente. Trois sur dix bouteilles de D.O. Madrid ont été vendus en dehors de l'Espagne. Les principales destinations des ventes ont été : États-Unis (43 %), Chine (26,1 %), Allemagne (14,88 %), Belgique (2,4 %), Suisse (2,29 %), Mexique (2,03 %) et Japon (1,93 %). 
Le prestige des vins D.O. Madrid continue d'augmenter chaque année. Dans l'édition 2013 du prestigieux Concours International de Vins de Bacchus, les vins D.O. Madrid ont gagné 16 prix : 6 Bacchus d'or et 10 d'argent. 

### Œnotourisme
Vingt-et-une caves qui ont plus d'une centaine de vins et qui utilisent jusqu'à seize variétés de cépages différents peuvent être visitées. Six routes des vins historiques ont été créées :